# Махотін Владислав Альбертович
Владислав Альбертович Махо́тін (нар. 23 травня 1962, Жданов) — український живописець; член Національної спілки художників України з 1993 року. Син художника Альберта Махотіна.

## Біографія
Народився 23 травня 1962 року в місті Жданові (тепер Маріуполь, Донецька область). 1982 року закінчив Ростовське художнє училище (викладач Герман Михайлов). У 1982–1990 працював оформлювачем Маріупольських художньо-виробничих майстерень, потім на творчій роботі.
Живе у Маріуполі в будинку на проспекті Будівельників № 84, квартира 3.

## Творчість
Працюває у галузі станкового живопису, створює пейзажі, натюрморти. Серед робіт:
- «Венеція» (1986);
- «Приморське подвір'я» (1986);
- «Весна у парку» (1987);
- «Спогад про осінь» (1987);
- «Майстерня і художник» (1987);
- «Порожня вулиця» (1987);
- «Ніч Венеції» (1991);
- «Натюрморт із глечиком» (1993);
- серія «Натюрморти» (1990-ті).

Брав участь в обласних, всеукраїнських, всесоюзних та міжнародних мистецьких виставках з 1987 року.